# Thespesia mossambicensis
Thespesia mossambicensis é uma espécie de planta com flor da família das malvas, Malvaceae, que é endémica de Moçambique.